# Colinas do Chocolate

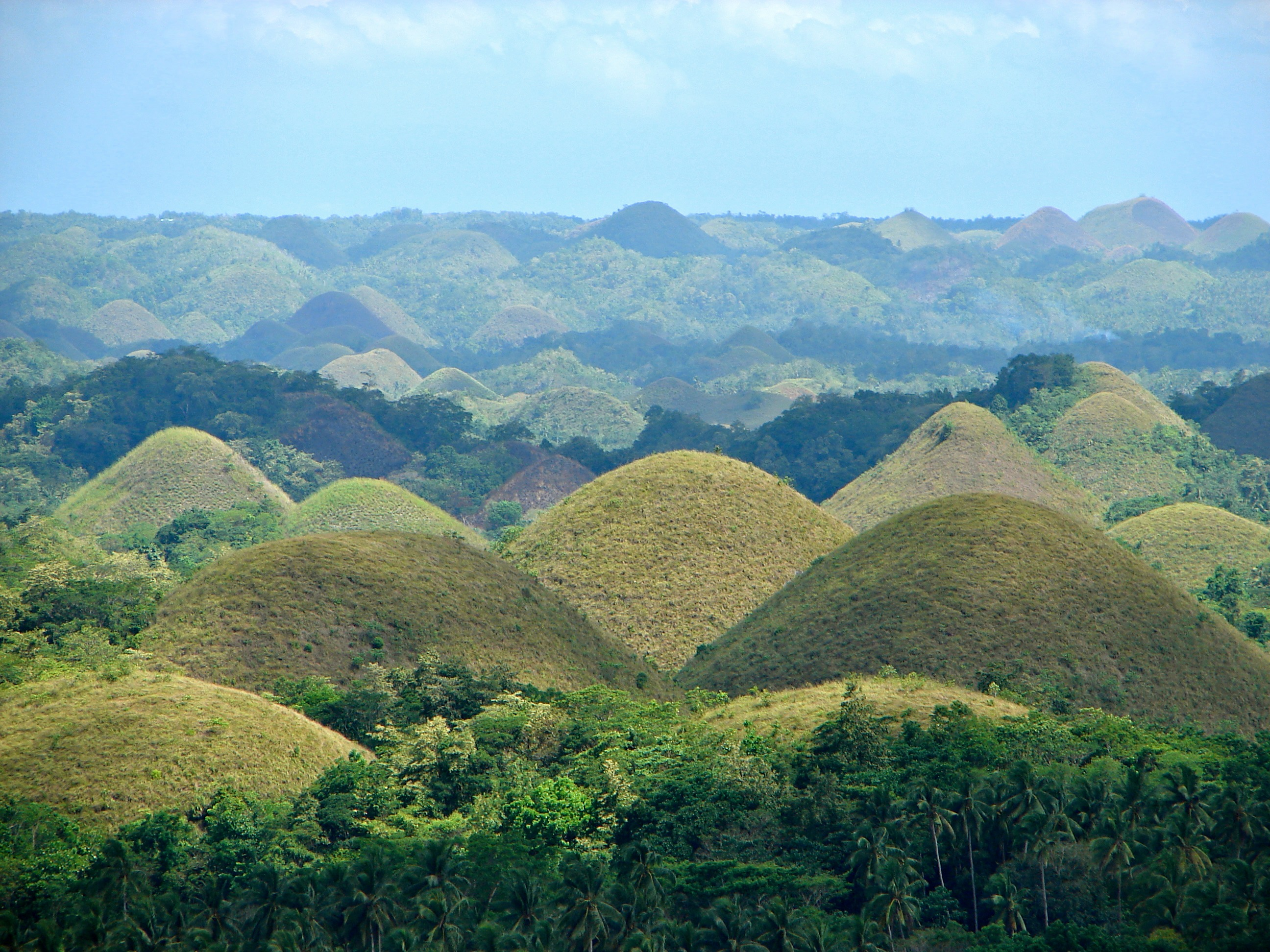
Colinas do Chocolate.

As colinas do Chocolate se localizam na ilha Bohol, nas Filipinas. São 1.268 montanhas em formas cônicas com tamanhos parecidos que ocupam uma área de 50 km².

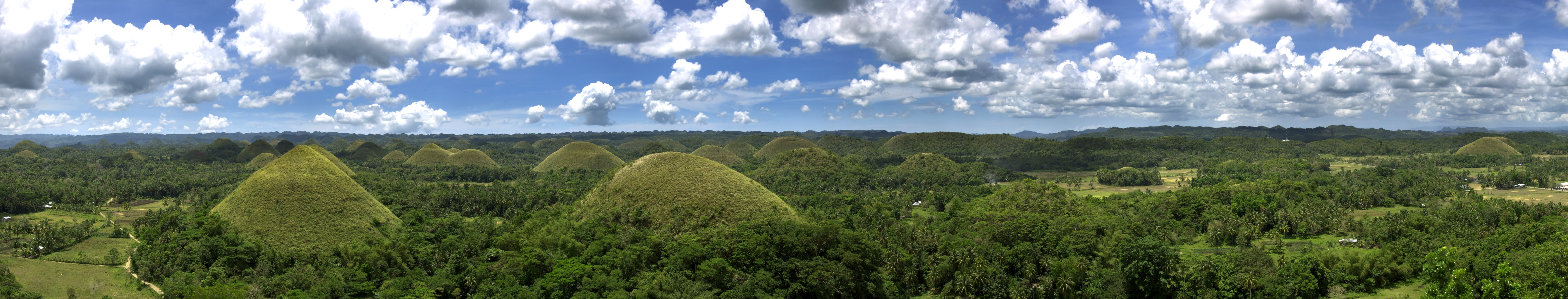
Panorama das colinas do Chocolate.

A origem dessa inusitada formação geológica é incerta. Especialistas se dividem em duas opiniões: as colinas foram moldadas pela ação dos ventos durante milhões de anos ou seriam fruto de um fenômeno vulcânico sub-oceânico. Existem também várias lendas para explicar a formação do local. Uma delas conta que os cones são, na verdade, lágrimas secas de um gigante imortal chamado Arogo, que foram derramadas por causa da morte de sua amada.
As colinas do Chocolate são a atração turística mais popular da ilha Bohol e estão na lista de negociações para se tornar um membro da lista da UNESCO de Patrimônios da Humanidade, devido a seu valor estético e geológico único em todo o mundo.